# INAP
INAP (англ. Intelligent Network Application Part — «прикладная часть интеллектуальной сети») — часть Общеканальной системы сигнализации № 7 (ОКС-7). Она обычно базируется на ресурсах подсистемы средств транзакций (TCAP) и предназначена для передачи сообщений интеллектуальной сети (IN).
Сетевые функции IN могут быть реализованы в различных элементах сети:
- Функции коммутации услуг (SSF) — сосредоточены в узле коммутации услуг (SSP)
- Функции управления услугами (SCF) — в узле управления услугами (SCP)
- Функции данных для услуг (SDF) — в узле данных для услуг (SDP)

Так как все функции IN могут быть разделены между собой как логически, так и физически, их взаимодействие осуществляется по специальному протоколу системы ОКС-7 — INAP.
Спецификации прикладного протокола интеллектуальной сети INAP приведены в Рекомендации МСЭ-Т Q.1218. Российская национальная версия протокола INAP-R построена в соответствии со стандартом ETS 300 374-1, 1994.
При использовании INAP в качестве интерфейса между географически разделенными функциональным блоком управления услугами SCF и функциональным блоком базы данных для услуг SDF протокол INAP использует прикладную подсистему средств транзакций TCAP, которая, в свою очередь, использует услуги подсистемы управления сигнальными соединениями (SCCP), не ориентированные на соединение, и услуги подсистемы переноса сообщений (MTP).